# 菊池由貴
菊池 由貴（きくち ゆき、1976年9月25日 - ）は、元南海放送のアナウンサー。
愛媛県西宇和郡出身。聖心女子大学を卒業後、1999年に南海放送に入社。